# Atti degli apostoli (miniserie televisiva)
Atti degli apostoli è uno sceneggiato televisivo del 1969 diretto da Roberto Rossellini, tratto dall'omonimo libro neotestamentario.

## Trama
A Gerusalemme lo scriba greco Aristarco, la cui condizione è quella di schiavo, spiega la storia e le usanze ebraiche a un amministratore romano appena giunto. Gli riferisce anche della vicenda di Gesù, crocifisso ormai da tempo, ma la cui memoria è ancora viva in quel luogo.
Gli apostoli, con la Pentecoste, ricominciano a predicare e a battezzare, raccogliendo nuovi discepoli. Si scatena così la persecuzione da parte del sinedrio, che spinge molti di loro ad abbandonare la città santa.

## Produzione
È una produzione della televisione italiana, francese, spagnola e tedesca, con riprese girate in Tunisia, avvalendosi della consulenza di Stanislas Lyonnet e Carlo Maria Martini.
Gli Atti degli apostoli è uno dei sette sceneggiati televisivi che Rossellini realizzò tra il 1967 e il 1975, dedicati a quei personaggi che, secondo lui, furono determinanti nel creare le fondamenta della nostra civiltà: Socrate, Blaise Pascal, Agostino d'Ippona, L'età di Cosimo, Cartesius, e Il Messia.
«I prossimi vent'anni si giocheranno sull'istruzione e sull'educazione, sulla facoltà di apprendere e di insegnare» scriveva lo stesso Rossellini intorno al Sessantotto.
In Italia è stato prodotto da Renzo Rossellini jr. per la Orizzonte 2000.

## Accoglienza
Il Dizionario della TV di Giorgio Carbone e Leo Pasqua commenta: «Famoso sceneggiato divulgativo, divenuto presto oggetto di culto, ma solo presso i fan di Rossellini».

## Edizioni home video
Nel 1993 è stato distribuito in lingua italiana su VHS da Elledici / San Paolo Audiovisivi.